# 고경준
고경준(한국 한자: 高敬竣, 1987년 3월 7일 ~ )은 대한민국의 축구 선수이다. 현재 리온 FC에서 활약하고 있다.